# Флінт-Гілл (округ Раппаганнок, Вірджинія)
Флінт-Гілл (англ. Flint Hill) — переписна місцевість (CDP) в США, в окрузі Раппаганнок штату Вірджинія. Населення — 222 особи (2020).

## Географія
Флінт-Гілл розташований за координатами 38°45′56″ пн. ш. 78°6′13″ зх. д. / 38.76556° пн. ш. 78.10361° зх. д. (38.765579, -78.103474).  За даними Бюро перепису населення США в 2010 році переписна місцевість мала площу 4,51 км², з яких 4,50 км² — суходіл та 0,01 км² — водойми.

## Демографія
Згідно з переписом 2010 року, у переписній місцевості мешкало 209 осіб у 103 домогосподарствах у складі 61 родини. Густота населення становила 46 осіб/км².  Було 124 помешкання (27/км²).
Расовий склад населення:
| - 95,7 % — білих - 3,3 % — чорних або афроамериканців |

До двох чи більше рас належало 1,0 %. Частка іспаномовних становила 3,3 % від усіх жителів.
За віковим діапазоном населення розподілялося таким чином: 20,6 % — особи молодші 18 років, 59,3 % — особи у віці 18—64 років, 20,1 % — особи у віці 65 років та старші. Медіана віку мешканця становила 47,4 року. На 100 осіб жіночої статі у переписній місцевості припадало 93,5 чоловіків;  на 100 жінок у віці від 18 років та старших — 88,6 чоловіків також старших 18 років.
За межею бідності перебувало 11,7 % осіб, у тому числі 0,0 % дітей у віці до 18 років та 0,0 % осіб у віці 65 років та старших.
Цивільне працевлаштоване населення становило 73 особи. Основні галузі зайнятості: роздрібна торгівля — 54,8 %, освіта, охорона здоров'я та соціальна допомога — 35,6 %, будівництво — 9,6 %.